# آورورا ۹۴

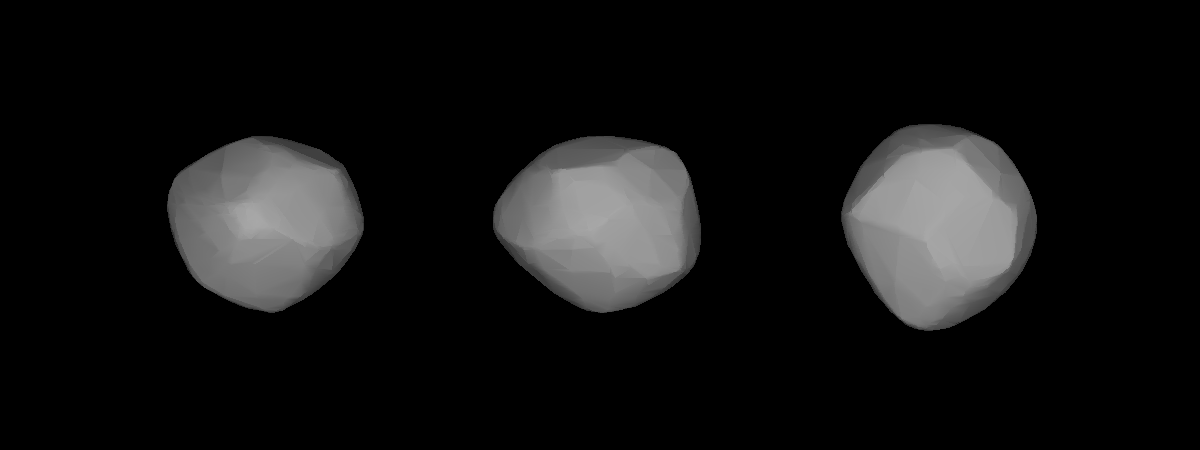
مدل سه‌بُعدی سیارک آورورا ۹۴ بر اساس منحنی نور آن

سیارک ۹۴ (به انگلیسی: 94 Aurora) نود و چهارمین سیارک کشف شده‌است که در ۶ سپتامبر ۱۸۶۷ کشف شد.
قدر مطلق سیارک برابر ۷٫۵۷ است.